# 佐藤タイジ
佐藤 タイジ（さとう たいじ、本名：佐藤 泰司、1967年1月26日 - ）は、日本のミュージシャン、ギタリスト、音楽プロデューサー、俳優。フロントマンを務めるTHEATRE BROOKでは作詞・作曲・ヴォーカルも担当。徳島県徳島市出身。徳島県立城南高等学校卒業。既婚。

## 人物
自ら“ROCK STAR”を名乗り、THEATRE BROOKでは圧倒的なカリスマ性と独自の感性を持ったギターサウンドでバンドを牽引、またJAM系ダンス・ミュージックを主体としたThe SunPauloや数々のユニットで音楽活動を行う。
コンポーザー・音楽プロデューサーとしては、CHEMISTRY、Leyona、中島美嘉、Rabbit（大塚愛とのバンドユニット）、豊崎愛生、マイア・バルー等への楽曲提供、櫻井敦司（BUCK-TICK）、MCU（KICK THE CAN CREW）、井手麻理子、THE King ALL STARS（加山雄三を中心としたバンド）、Droogへの楽曲提供とプロデュース、清春、tobaccojuiceのプロデュースなどを行う。
影響を受けたアーティストはギター少年だった頃にコピーしていたディープ・パープル、アイアン・メイデン、ヴァン・ヘイレン、自分のバンドを始めてから好きになった後期のビートルズ、先輩のバンドが影響を受けていたXTC、バウハウス、ザ・キュアー。ジェームス・ブラウン、スライ&ザ・ファミリー・ストーン、トゥーツ・アンド・ザ・メイタルズ、ボブ・マーリィ、レッド・ホット・チリ・ペッパーズ、フィッシュボーン、そしてヒップホップも聴くようになって音楽の幅が広がり、ロックの立ち位置でいわゆる黒人音楽の影響を受けてシアターブルックでやる音楽の土台が出来た。理想のロックバンドはニール・ヤング&クレイジー・ホースで、ローリングストーンズより好き。
東日本大震災後、2012年から自ら発案した太陽熱から生まれた電気を使って武道館ライブを行うイベント「THE SOLAR BUDOKAN」を成功させ、2013年からは全てソーラー電気だけで開催する野外ロックフェス「中津川THE SOLAR BUDOKAN」を主宰している。

## 所属グループ
- THEATRE BROOK（1986年 - ）
  - 自身が中心となって結成したバンド[7]。
- The SunPaulo（2000年 - ）
  - 森俊之とのユニット[8]。
- ミラクルヤング（2001年 - ）
  - “町田町蔵”こと町田康とのバンド。メンバーはボーカルの町田、ギターとコーラスの佐藤のほか、ベースに藤井裕（元上田正樹とサウス・トゥ・サウス、金子マリとのMAMA、忌野清志郎とのリトル・スクリーミング・レビューやラフィータフィーなど）、ドラムスは高橋ロジャー和久（元X-RAY、元レジスタンス）[9]。
- Taiji All Stars（2006年 - ）
  - 佐藤タイジのソロユニット。作品ごとにbird、SAKURA、hitomi、松雪泰子、UA、Magnolia、COLDFEET、Leyonaなどの女性ヴォーカリストをフィーチャーする。
- TAIJI at THE BONNET（2011年 - ）
  - 2007年に結成した前身となるバンドTAIJIBANDが活動休止とメンバーチェンジを経て東日本大震災を契機に佐藤タイジ（Gt&Vo）、ウエノコウジ（B/ 元THEE MICHELLE GUN ELEPHANT、the HIATUS、Radio Caroline等）、阿部耕作（Dr/ 元ザ・コレクターズ、チリヌルヲワカ）、奥野真哉（Key/ ソウル・フラワー・ユニオン）、うつみようこ（Gt&Vo/ 元メスカリン・ドライヴ、元ソウル・フラワー・ユニオン）を正式メンバーとしたTAIJI at THE BONNETへと変化[10]。
- インディーズ電力（2011年 - ）
  - 東日本大震災の復興支援を機に創設された、初代社長うつみようこ、専務取締役佐藤タイジ、常務取締役高野哲からなるアコースティックユニット[11]。
- Rabbit（2012年 - ）
  - 南流石、大塚愛らと組んだバンド[12]。2012年結成。
- THE King ALL STARS（2014年 - ）
  - 加山雄三を中心とする10人編成のロック・バンド[13]。
- 佐藤タイジ×堂珍嘉邦（2016年 - ）
  - 堂珍嘉邦（CHEMISTRY）とのコラボユニット[14]。
- 松崎ナオ & 佐藤タイジ（2017年 - ）
  - FUJI ROCK FESTIVAL '17に松崎ナオとのコラボレーションで出演。

など

## 経歴
- 1986年、THEATRE BROOK結成。
- 1988年、THEATRE BROOKがアナログ盤『Theatre Brook』をリリース[2]。
- 1995年、THEATRE BROOKでメジャーデビュー。
- 2000年、The SunPaulo結成。
- 2001年、町田康とミラクルヤング結成。
- 2006年、Taiji All Stars結成。
- 2007年、TAIJIBAND結成。
- 2008年、ソロ活動を本格的にスタートし、1stソロアルバム『The Divorced Rockstar』を発表[15]。
- 2010年、初のソロ・ライヴ・ツアーを敢行[15]。
- 2011年、東日本大震災を機にTAIJI at THE BONNETとインディーズ電力が始動。
- 2012年、南流石や大塚愛とRabbit結成。
- 2014年、加山雄三率いるTHE King ALL STARSに参加。

## ディスコグラフィー

### 映像作品
|     | 発売日        | タイトル                                                                | 規格 | 規格品番 | 備考               |
| --- | ------------- | ----------------------------------------------------------------------- | ---- | -------- | ------------------ |
| 1st | 2012年6月27日 | 佐藤タイジのギター教室〜踊る阿呆に見る阿呆 同じ阿呆なら踊らにゃそんそん | DVD  | ATDV-279 | ギター教則ビデオ。 |

## 書籍
- 『やめんかったらロックスター』（同友館）

## 出演

### 映画
- アートフル・ドヂャース（1998年公開） - 栗原勉 役

### ドラマ
- タイフーン・シェルター（1997年、フジテレビ系）
- 私海 なぜ少女は殺人を?（2003年、フジテレビ系）
- 初恋.com 第3話（2003年、日本テレビ系）

### ラジオ
- Love On Music（InterFM897）

### CM
- BIG JOHN（2000年）

## 同窓生
- 山口敏太郎 - 作家・漫画原作者
- 原郷界山 - 尺八奏者